# Kurbin
Kurbin è un comune albanese situato nella prefettura di Alessio. Sede della municipalità è la cittadina di Laç.
Il comune è stato istituito in occasione della riforma amministrativa del 2015, unendo i comuni di Fushë-Kuqe, Laç, Mamurras e Milot e comprende l'intero territorio del precedente distretto di Kurbin soppresso nel 2000.

## Geografia

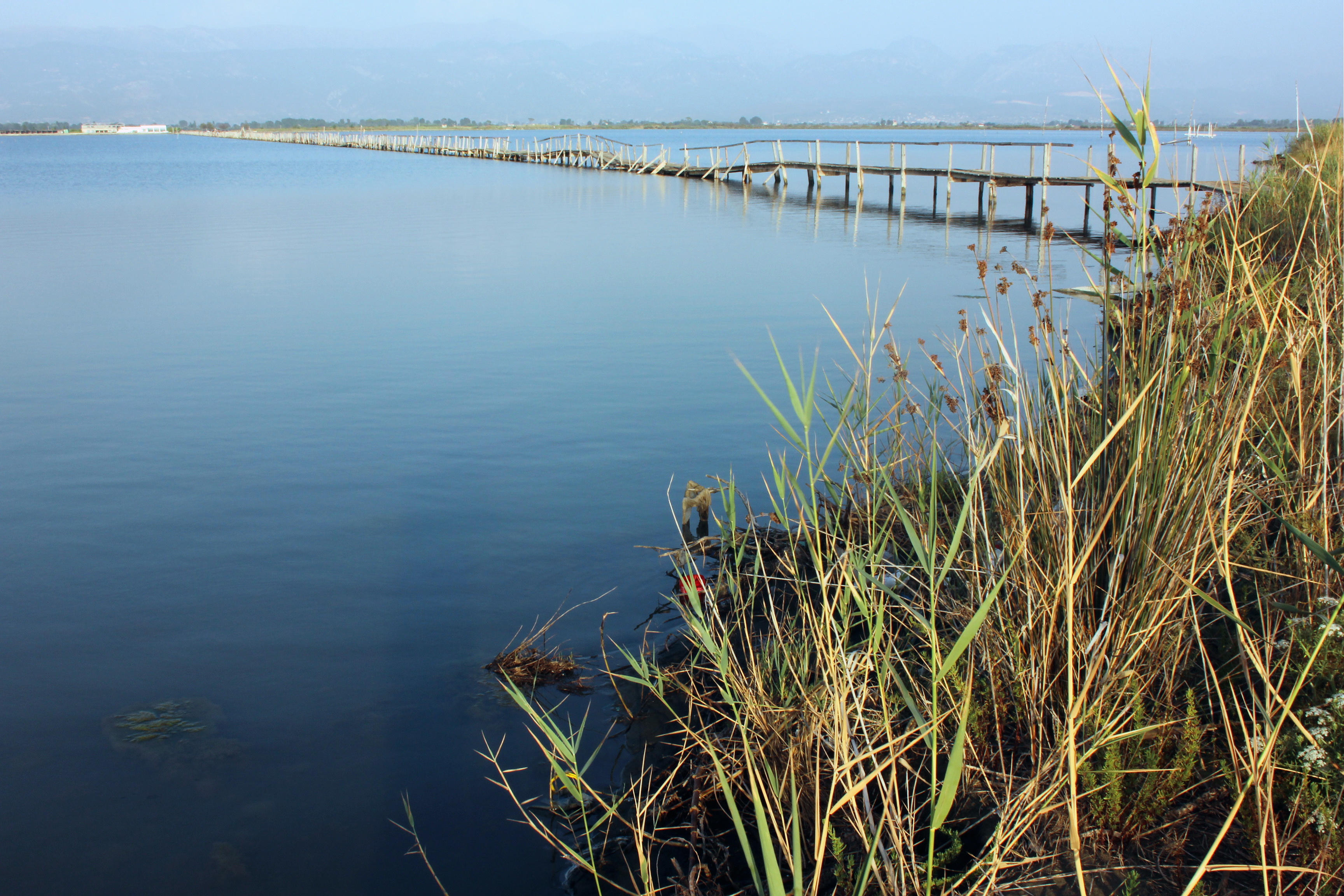
La laguna di Patok

Il territorio di Kurbin si trova nella parte settentrionale dell'Albania e si affaccia sulla costa adriatica. Lo sviluppo costiero è pari a circa 6 km. Nei pressi della costa vi è una fascia pianeggiante larga circa 10 km, più ad oriente si trova una zona di colline e montagne, propaggine settentrionale dei Monti Skanderbeg che sui confini orientali con la municipalità di Mat raggiungono un'altitudine di oltre 1000 m s.l.m. con la massima elevazione nel monte Maja e Hutit (1316 m).
Il confine settentrionale del comune è delimitato dal fiume Mat, quello meridionale dall'Ishëm.
In epoca comunista è stata realizzata la bonifica della pianura costiera, rimangono alcune zone umide e paludose come la laguna di Patok che ricopre circa 400 ha ed è separata in due parti da un argine sul quale è stata costruita una strada.
Alla periferia meridionale della città di Laç esistono delle sorgenti di acqua sulfurea (Uji i Bardhe).

## Storia
La prima menzione della regione etnografica e geografica di Kurbin risale al XIV secolo. A quel tempo la zona si chiamava Korbin o Korvin e il nome si riferiva in particolare alle colline e montagne comprese tra Kruja/Croia e il Mat.
Il centro storico dell'area era il villaggio di Delbnisht, a pochi chilometri a est di Laç. Le donne indossavano il costume della Mirdizia, mentre gli uomini indossavano il costume di Kruja/Croia.

## Infrastrutture e trasporti
La rete ferroviaria che passa attraverso il distretto è gestita dalle Ferrovie dell'Albania / Hekurudha Shqipetare, ed è alquanto obsoleta e sottoutilizzata. Nel distretto si trovano circa 30 km di binari e 3 stazioni Mamurras, Laç e Milot. La linea è a binario unico e non è elettrificata (ma c'è un progetto di elettrificarla), permette di attraversare il distretto in treno da Sud a Nord, da Tirana a Scutari fino al Montenegro.